# Skärvångssjön
Skärvångssjön är en sjö i Krokoms kommun i Jämtland och ingår i Indalsälvens huvudavrinningsområde. Sjön har en area på 8,47 kvadratkilometer och ligger 364,1 meter över havet. Skärvångssjön avrinner norrut genom Skärvångsån (Djupvattsån) till Lill-Skärvången (326 m ö.h.).

## Delavrinningsområde
Skärvångssjön ingår i det delavrinningsområde (707757-142745) som SMHI kallar för Utloppet av Skärvångssjön. Medelhöjden är 440 meter över havet och ytan är 53,97 kvadratkilometer. Räknas de 9 avrinningsområdena uppströms in blir den ackumulerade arean 140,46 kvadratkilometer. Skärvångsån (Djupvattsån) som avvattnar avrinningsområdet har biflödesordning 3, vilket innebär att vattnet flödar genom totalt 3 vattendrag innan det når havet efter 290 kilometer. Avrinningsområdet består mestadels av skog (70 procent). Avrinningsområdet har 9,2 kvadratkilometer vattenytor vilket ger det en sjöprocent på 17 procent.